# 自我意识过剩
自我意识过剩是自我意识的极端情况，表现为对自我的过分关注。当人们觉得自己正在被某人（或者某些人）盯着看的时候，就会产生一种不自然的自我存在感，这种感觉就是自我意识过剩。

## 心理学视角
当处在自我意识过剩的状态下，人会过分关注自己的言行举止，导致正常社交困难。这一现象常见于青少年时期。长期的自我意识过剩会导致害羞型和内向型人格。意识过剩既有可能产生上述消极影响，也有可能产生积极影响，比如在这个过程中客观的了解自我，从而影响自我人格的建构。自我意识过剩对人的影响程度各异，有些人在过剩的自我意识中长期自我审视和自我关注；有些人则表现为自我忽略。
心理学上，自我意识过剩分为两种：内在自我意识过剩和公众自我意识过剩。前者指过度关注自我内心，譬如情感、意识等。后者指过度关注自我在公众眼中的形象，此种过剩可能会导致自我审视和社交困难。